# Bakerian Lecture
A Bakerian Lecture é uma palestra prêmio patrocinada pela Royal Society, devotada às ciências físicas.
Em 1775 o naturalista Henry Baker doou £ 100 por uma palestra, destinada a um fellow, nas áreas de história natural e filosofia experimental, a critério da Royal Society.
| Ano  | Imagem | Nome | País                     | Título |
| ---- | --- | --- | ------------------------ | --- |
| 1775 | | Peter Woulfe | Irlanda                  | "Experiments made in order to ascertain the nature of some Mineral Substances, and in particular to see how far the Acids of Sea-Salt and of Vitriol contribute to Mineralize Metallic and other Substances"            |
| 1776 | | Peter Woulfe | Irlanda                  | |
| 1777 | | Peter Woulfe | Irlanda                  | |
| 1778 | | Jan Ingenhousz | Países Baixos            | "Electrical Experiments to explain how far the Phenomena of the Electrophorus may be accounted for by Dr Franklins Theory of Positive and Negative Electricity"                                                         |
| 1779 | "Improvements in Electricity" | Jan Ingenhousz | Países Baixos            | |
| 1780 | | Tiberius Cavallo | Itália                   | "Thermometrical Experiments and Observations" |
| 1781 | "An Account of some Thermometrical Experiments" | Tiberius Cavallo | Itália                   | |
| 1782 | "An Account of some Experiments relating to the Property of Common and Inflammable Airs of pervading the Pores of Paper" | Tiberius Cavallo | Itália                   | |
| 1783 | "Description of an improved Air Pump" | Tiberius Cavallo | Itália                   | |
| 1784 | "An Account of some Experiments made with the new improved Air Pump" | Tiberius Cavallo | Itália                   | |
| 1785 | "Magnetical Experiments and Observations" | Tiberius Cavallo | Itália                   | |
| 1786 | "Magnetical Experiments and Observations" | Tiberius Cavallo | Itália                   | |
| 1787 | "Of the Methods of manifesting the Presence, and ascertaining the Quality, of small Quantities of Natural or Artificial Electricity" | Tiberius Cavallo | Itália                   | |
| 1788 | "On an Improvement in the Blow Pipe" | Tiberius Cavallo | Itália                   | |
| 1789 | "Magnetical Experiments and Observations" | Tiberius Cavallo | Itália                   | |
| 1790 | "A Description of a new Pyrometer" | Tiberius Cavallo | Itália                   | |
| 1791 | "On the Method of Measuring Distances by means of Telescopes furnished with Micrometers" | Tiberius Cavallo | Itália                   | |
| 1792 | "An Account of the Discoveries concerning Muscular Motion, which have been lately made, and are commonly known by the name of Animal Electricity"                                                                                               | Tiberius Cavallo | Itália                   | |
| 1793 | | George Fordyce | Escócia                  | "An Account of a New Pendulum" |
| 1794 | | Samuel Vince | Reino Unido              | "Observations on the Theory of the Motion and Resistance of Fluids; with a Description of the Construction of Experiments, in order to obtain some fundamental Principles"                                              |
| 1795 | | Samuel Vince | Reino Unido              | |
| 1796 | | Samuel Vince | Reino Unido              | |
| 1797 | "Experiments upon the Resistance of Bodies moving in Fluids" | Samuel Vince | Reino Unido              | |
| 1798 | "Observations upon an unusual Horizontal Refraction of the Air; with Remarks on the Variations to which the lower Parts of the Atmosphere are sometimes subject"                                                                                | Samuel Vince | Reino Unido              | |
| 1799 | | Samuel Vince | Reino Unido              | |
| 1800 | | Thomas Young | Reino Unido              | "On the Mechanism of the Eye" |
| 1801 | "On the Theory of Light and Colours" | Thomas Young | Reino Unido              | |
| 1802 | | William Hyde Wollaston | Reino Unido              | "Observations on the Quantity of Horizontal Refraction; with Method of measuring the Dip at Sea" |
| 1803 | | Thomas Young | Reino Unido              | "Experiments and Calculations relative to Physical Optics" |
| 1804 | | Samuel Vince |                          | "Observations on the Hypotheses which have been assumed to account for the cause of Gravitation from Mechanical Principles"                                                                                             |
| 1805 | | William Hyde Wollaston | Reino Unido              | "On the Force of Percussion" |
| 1806 | | Humphry Davy | Reino Unido              | "On some Chemical Agencies of Electricity" |
| 1807 | "On some new Phenomena of Chemical Changes produced by Electricity, particularly the Decomposition of the fixed Alkalies, and the Exhibition of the new Substances, which constitute their Bases"                                               | Humphry Davy | Reino Unido              | |
| 1808 | "An Account of some new Analytical Researches on the Nature of certain Bodies, particularly the Alkalies, Phosphorus, Sulphur , Carbonaceous Matters, and the Acids hitherto undecompounded; with some general Observations on Chemical Theory" | Humphry Davy | Reino Unido              | |
| 1809 | "On some new Electro-Chemical Researches, on various objects, particularly the Metallic Bodies from the Alkalies and Earths; and on some Combinations of Hydrogen"                                                                              | Humphry Davy | Reino Unido              | |
| 1810 | "On some of the Combinations of Oxymuriatic Gas and Oxygen, and on the Chemical Relations of these Principles to Inflammable Bodies" | Humphry Davy | Reino Unido              | |
| 1811 | | Humphry Davy | Reino Unido              | |
| 1812 | | William Hyde Wollaston | Reino Unido              | "On the Elementary Particles of certain Crystals" |
| 1813 | | William Thomas Brande | Reino Unido              | "On some new Electro-Chemical Phenomena" |
| 1814 | | |                          | |
| 1815 | | |                          | |
| 1816 | | |                          | |
| 1817 | | |                          | |
| 1818 | | |                          | |
| 1819 | | William Thomas Brande | Reino Unido              | "On the Composition and Analysis of the inflammable Gaseous Compounds resulting from the destructive Distillation of Coal and Oil; with some Remarks on their relative heating and illuminating power"                  |
| 1820 | | Henry Kater |                          | "On the best kind of Steel, and form, for a Compass Needle" |
| 1821 | | Edward Sabine |                          | "An Account of Experiments to determine the Amount of the Dip of the Magnetic Needle in London , in August 1821; with Remarks on the Instruments which are usually employed in such determination"                      |
| 1822 | | |                          | |
| 1823 | | John Herschel |                          | "On certain Motions produced in Fluid Conductors when transmitting the Electric Current" |
| 1824 | | |                          | |
| 1825 | | |                          | |
| 1826 | | Humphry Davy | Reino Unido              | "On the Relations of Electrical and Chemical Changes" |
| 1827 | | George Pearson |                          | "Researches to discover the Faculties of Pulmonary Absorption with respect to Charcoal" |
| 1828 | | William Hyde Wollaston | Reino Unido              | "On a Method of rendering Platina malleable" |
| 1829 | | Michael Faraday | Reino Unido              | "On the manufacture of Glass for Optical Purposes" |
| 1830 | | |                          | |
| 1831 | | |                          | |
| 1832 | | Michael Faraday | Reino Unido              | "Experimental Researches in Electricity; Second Series" |
| 1833 | | Samuel Hunter Christie | Reino Unido              | "Experimental Determination of the Laws of Magneto-Electric Induction in different masses of the same metal, and its intensity in different metals"                                                                     |
| 1834 | | |                          | |
| 1835 | | Charles Lyell | Reino Unido              | "On the Proofs of a gradual Rising of the Land in certain parts of Sweden" |
| 1836 | | John William Lubbock |                          | "On the Tides of the Port of London" |
| 1837 | | William Henry Fox Talbot | Reino Unido              | "Further Observations on the Optical Phenomena of Crystals" |
| 1838 | | James Ivory |                          | "On the Theory of the Astronomical Refractions" |
| 1839 | | William Snow Harris |                          | "Inquiries concerning the Elementary Laws of Electricity" |
| 1840 | | George Biddell Airy | Reino Unido              | "On the Theoretical Explanation of an apparent new Polarity of Light" |
| 1841 | | George Newport |                          | "On the Organs of Reproduction and the Development of the Myriapoda" |
| 1842 | | James David Forbes |                          | "On the Transparency of the Atmosphere and the Law of Extinction of the Solar Rays in passing through it" |
| 1843 | | Charles Wheatstone | Reino Unido              | "An Account of several new Instruments and Processes for determining the Constants of a Voltaic Circuit" |
| 1844 | | Richard Owen |                          | "A Description of certain Belemnites, preserved, with a great proportion of their soft parts, in the Oxford Clay, at Christian-Malford, Wilts"                                                                          |
| 1845 | | Charles Giles Bridle Daubeny |                          | "Memoir on the Rotation of Crops, and on the Quantity of Inorganic Matters abstracted from the Soil by various Plants under different circumstances"                                                                    |
| 1846 | | James David Forbes |                          | "Illustrations of the Viscous Theory of Glacier Motion" |
| 1847 | | William Robert Grove |                          | "On certain Phenomena of Voltaic Ignition and the Decomposition of Water into its constituent Gases by Heat" |
| 1848 | | William Whewell |                          | "Researches on the Tides. Thirteenth Series. On the Tides of the Pacific, and on the Diurnal Inequality" |
| 1849 | | Michael Faraday | Reino Unido              | "Experimental Researches in Electricity. Twenty-Second Series" |
| 1850 | | Thomas Graham |                          | "On the Diffusion of Liquids" |
| 1851 | | Michael Faraday | Reino Unido              | "Experimental Researches in Electricity. Twenty-Fourth Series" |
| 1852 | | Charles Wheatstone | Reino Unido              | "Contributions to the Physiology of Vision. Part II. On some remarkable and hitherto unobserved Phenomena on Binocular Vision (continued)"                                                                              |
| 1853 | | Edward Sabine |                          | "On the Influence of the Moon on the Magnetic Declination at Toronto, St Helena, and Hobarton" |
| 1854 | | Thomas Graham |                          | "On Osmotic Force" |
| 1855 | | John Tyndall |                          | "On the Nature of the Force by which Bodies are repelled from the Poles of a Magnet; to which is prefixed an account of some experiments on Molecular Influences"                                                       |
| 1856 | | William Thon |                          | "On the Electro-dynamic Qualities of Metals" |
| 1857 | | Michael Faraday | Reino Unido              | "Experimental Relations of Gold (and other metals) to Light" |
| 1858 | | John Peter Gassiot |                          | "On the Stratifications and dark band in Electrical Discharges as observed in Torricellian Vacua" |
| 1859 | | Edward Frankland |                          | "Researches on Organo-metallic Bodies. Fourth Memoir" |
| 1860 | | William Fairbairn |                          | "Experimental Researches to determine the Law of Superheated Steam" |
| 1861 | | John Tyndall |                          | "On the Absorption and Radiation of Heat by Gases and Vapours, and on the Physical Connexion of radiation, Absorption and Conduction"                                                                                   |
| 1862 | | Warren De la Rue |                          | "On the Total Solar Eclipse of 18 July 1860, observed at Rivabellosa, near Miranda de Ebro in Spain" |
| 1863 | | Henry Clifton Sorby |                          | "On the Direct Correlation of Mechanical and Chemical Forces" |
| 1864 | | John Tyndall |                          | "Contributions to Molecular Physics: being the Fifth Memoir of Researches on Radiant Heat" |
| 1865 | | Henry Enfield Roscoe |                          | "On a Method of Meteorological Registration of the Chemical Action of Total Daylight" |
| 1866 | | James Clerk Maxwell |                          | "On the Viscosity or Internal Friction of Air and other Gases" |
| 1867 | | Frederick Augustus Abel |                          | "Researches on Gun-Cotton. (Second Memoir). On the Stability of Gun-Cotton" |
| 1868 | | Henry Enfield Roscoe |                          | "Researches on Vanadium" |
| 1869 | | Thomas Andrews |                          | "The Continuity of the Gaseous and Liquid States of Matter" |
| 1870 | | John William Dawson |                          | "On the Pre-Carboniferous Flora of North-Eastern America, and more especially on that of the Erian (Devonian) Period"                                                                                                   |
| 1871 | | Carl Wilhelm Siemens |                          | "On the Increase of Electrical Resistance in Conductors with Rise of Temperature, and its Application to the Measure of Ordinary and Furnace Temperatures: also on a simple Method of measuring Electrical Resistances" |
| 1872 | | William Kitchen Parker |                          | "On the Structure and Development of the Skull of the Salmon (Salmo salar, L.)" |
| 1873 | | Earl of Rosse |                          | "On the Radiation of Heat from the Moon, the Law of its Absorption by our Atmosphere, and its variation in Amount with her Phases"                                                                                      |
| 1874 | | J Norman Lockyer |                          | "Researches in Spectrum Analysis in connexion with the Spectrum of the Sun. Part III" |
| 1875 | | William Grylls Adams |                          | "On the Forms of Equipotential Curves and Surfaces and on Lines of Flow" |
| 1876 | | Thomas Andrews |                          | "On the Gaseous State of Matter" |
| 1877 | | William Crawford Willian |                          | "On the Organization of the Fossil Plants of the Coal Measures" |
| 1878 | | William Crookes |                          | "On Repulsion resulting from Radiation. Part V" |
| 1879 | | William Crookes |                          | "On the Illumination of Lines of Molecular Pressure and the Trajectory of Molecules" |
| 1880 | | William de W Abney |                          | "On the Photographic Method of Mapping the least refrangible end of the Solar Spectrum" |
| 1881 | | John Tyndall |                          | "Action of free Molecules on Radiant Heat, and its conversion thereby into sound" |
| 1882 | | Heinrich Debus |                          | "On the Chemical Theory of Gunpowder" |
| 1883 | | William Crookes |                          | "On Radiant Matter Spectroscopy: the Detection and wide Distribution of Yttrium" |
| 1884 | | Arthur Schuster |                          | "Experiments on the Discharge of Electricity through gases. Sketch of a Theory" |
| 1885 | | William Huggins |                          | "On the Corona of the Sun" |
| 1886 | | William de W Abney e Edward Robert Festing |                          | "Colour Photometry" |
| 1887 | | Joseph John Thon |                          | "On the Dissociation of some Gases by the Electric Discharge" |
| 1888 | | J Norman Lockyer |                          | "Suggestions on the Classification of the various Species of Heavenly Bodies. A Report to the Solar Physics Committee"                                                                                                  |
| 1889 | | Arthur William Rucker e Thomas Edward Thorpe                                                                                                  |                          | "A magnetic Survey of the British isles for the Epoch January 1, 1886" |
| 1890 | | Arthur Schuster |                          | "The Discharge of Electricity through Gases. Preliminary Communication" |
| 1891 | | George Howard Darwin |                          | "On Tidal Prediction" |
| 1892 | | James Thon |                          | "On the Grand Currents of Atmospheric Circulation" |
| 1893 | | Harold B Dixon |                          | "The rate of Explosion in Gases" |
| 1894 | | Thomas Edward Thorpe e JW Rodger |                          | "On the Relations between the Viscosity (internal friction) of Liquids and their Chemical Nature" |
| 1895 | | A.G. Vernon Harcourt e William Esson |                          | "On the Laws of Connexion between the Conditions of a Chemical Change and its Amount. III. Further Researches on the Reaction of Hydrogen Dioxide and Hydrogen Iodide"                                                  |
| 1896 | | William Chandler Roberts-Austen |                          | "On the Diffusion of Metals" |
| 1897 | | Osborne Reynolds e WH Moorby |                          | "On the Mechanical Equivalent of Heat" |
| 1898 | | William James Russell |                          | "Further Experiments on the Action exerted by certain Metals and other Bodies on a Photographic Plate" |
| 1899 | | James Alfred Ewing e W Rosenhain |                          | "The Crystalline Structure of Metals" |
| 1900 | | William Augustus Tilden |                          | "On the Specific Heat of Metals and the Relation of Specific Heat to Atomic Weight" |
| 1901 | | James Dewar |                          | "The Nadir of Temperature and Allied Problems" |
| 1902 | | John William Strutt |                          | "On the Law of the Pressure of Gases between 75 and 150 Millimetres of Mercury" |
| 1903 | | CT Heycock e FH Neville |                          | "On the Constitution of the Copper-tin Series of Alloys" |
| 1904 | | Ernest Rutherford |                          | "The Succession of Changes in Radio-active Bodies" |
| 1905 | | Horace T Brown |                          | "The Reception and Utilization of Energy by the Green Leaf" |
| 1906 | | John Milne |                          | "Recent Advances in Seismology" |
| 1907 | | Thomas Edward Thorpe |                          | "The Atomic Weight of Radium" |
| 1908 | | Charles H Lees |                          | "The Effects of Temperature and Pressure on the Thermal Conductivities of Solids" |
| 1909 | | Joseph Larmor |                          | "On the Statistical and Thermo-dynamical Relations of Radiant Energy" |
| 1910 | | John Henry Poynting e Guy Barlow |                          | "The Pressure of Light against the Source: the Recoil from Light" |
| 1911 | | Robert John Strutt |                          | "A Chemically-Active Modification of Nitrogen Produced by the Electric Discharge" |
| 1912 | | Hugh Longbourne Callendar |                          | "On the Variation of the Specific Heat of Water, with Experiments by a new Method" |
| 1913 | | Joseph John Thon |                          | "Rays of Positive Electricity" |
| 1914 | | Alfred Fowler |                          | "Series Lines in Spark Spectra" |
| 1915 | | William Henry Bragg |                          | "X-rays and Crystals" |
| 1916 | | Charles Glover Barkla |                          | "X-rays and the Theory of Radiation" |
| 1917 | | James Hopwood Jeans |                          | "The Configurations of Rotating Compressible Masses" |
| 1918 | | Charles Parsons |                          | "Experiments on the Artificial Production of Diamond" |
| 1919 | | Robert John Strutt |                          | "A Study of the Line Spectrum of Sodium as Excited by Fluorescence" |
| 1920 | | Ernest Rutherford |                          | "Nuclear Constitution of Atoms" |
| 1921 | | Thomas Martin Lowry e Percy Corlett Austin |                          | "Optical Rotatory Dispersion. Part II. Tartaric Acid and the Tartrates" |
| 1922 | | Thomas Ralph Merton e S. Barratt |                          | "On the Spectrum of Hydrogen" |
| 1923 | | Geoffrey Ingram Taylor e Constance F. Elam |                          | "The Distortion of an Aluminium Crystal during a Tensile Test" |
| 1924 | | Alfred Fowler |                          | "The Spectra of Silicon at Successive Stages of Ionization" |
| 1925 | | William Bate Hardy e Ida Bircumshaw |                          | "Boundary Lubrication - Plane Surfaces and the Limitations of Amontons Law" |
| 1926 | | Arthur Stanley Eddington |                          | "Diffuse Matter in Interstellar Space" |
| 1927 | | Francis William Aston |                          | "A New Mass-Spectrograph and the Whole Number Rule" |
| 1928 | | John Cunningham McLennan |                          | "The Aurora and its Spectrum" |
| 1929 | | Edward Arthur Milne |                          | "The Structure and Opacity of a Stellar Atmosphere" |
| 1930 | | Robert Robinson |                          | "The Molecular Structure of Strychnine and Brucine" |
| 1931 | | Sydney Chapman |                          | "Some Phenomena of the Upper Atmosphere" |
| 1932 | | William Arthur Bone |                          | "The Combustion of Hydrocarbons" |
| 1933 | | James Chadwick |                          | "The Neutron" |
| 1934 | | William Lawrence Bragg |                          | "The Structure of Alloys" |
| 1935 | | Ralph Howard Fowler |                          | "The Anomalous Specific Heats of Crystals, with special reference to the Contribution of Molecular Rotations" |
| 1936 | | Frederic Stanley Kipping |                          | "Organic Compounds of Silicon" |
| 1937 | | Edward Victor Appleton |                          | "Regularities and Irregularities in the Ionosphere" |
| 1938 | | Christopher Kelk Ingold |                          | "The Structure of Benzene" |
| 1939 | | Patrick Maynard Stuart Blackett |                          | "Penetrating Cosmic Rays" |
| 1940 | | Nevil Vincent Sidgwick |                          | "Stereochemical types and valency groups" |
| 1940 | Herbert Marcus Powell | |                          | "Stereochemical types and valency groups" |
| 1941 | | Paul Dirac |                          | "The physical interpretation of quantum mechanics" |
| 1942 | | Albert Charles Chibnall |                          | "Amino-acid analysis and the structure of proteins" |
| 1943 | | Richard Vynne Southwell |                          | "Relaxation methods: a mathematics for engineering sciences" |
| 1944 | | Walter Norman Haworth |                          | "The structure, function and synthesis of polysaccharides" |
| 1945 | | Gordon Dobson |                          | "Meteorology of the lower stratosphere" |
| 1946 | | Cyril Norman Hinshelwood |                          | "The more recent work on the hydrogen-oxygen reaction" |
| 1947 | | Harry Ralph Ricardo |                          | "Some problems in connexion with the development of a high-speed diesel engine" |
| 1948 | | George Paget Thon |                          | "Nuclear explosions" |
| 1949 | | Harold Raistrick |                          | "A region of biosynthesis" |
| 1950 | | Percy Williams Bridgman | Estados Unidos           | "Physics above 20 000 kg/cm2" |
| 1951 | | Eric Keightley Rideal |                          | "Reactions in monolayers" |
| 1952 | | Harold Jeffreys | Reino Unido              | "The origin of the solar system" |
| 1953 | | Nevill Francis Mott | Reino Unido              | "Dislocations, plastic flow and creep in metals" |
| 1954 | | Alexander Robertus Todd |                          | "Chemistry of the nucleotides" |
| 1955 | | Marcus Oliphant | Austrália                | "The acceleration of charged particles to very high energies" |
| 1956 | | Harry Work Melville |                          | "Addition polymerization" |
| 1957 | | Cecil Frank Powell | Reino Unido              | "The elementary particles" |
| 1958 | | Martin Ryle | Reino Unido              | "The nature of the cosmic radio sources" |
| 1959 | | Edmund Langley Hirst |                          | "Molecular structure in the polysaccharide group" |
| 1960 | | Gerhard Herzberg | Alemanha                 | "The spectra and structures of free methyl and free methylene" |
| 1961 | | Michael James Lighthill | Reino Unido              | "Sound generated aerodynamically" |
| 1962 | | John Desmond Bernal | Irlanda                  | "The structure of liquids" |
| 1963 | | Alan Howard Cottrell |                          | "Fracture" |
| 1964 | | Frederick Calland Williams |                          | "Inventive technology: the search for better electric machines" |
| 1965 | | Melvin Calvin | Estados Unidos           | "Chemical evolution" |
| 1966 | | Ronald Norrish | Reino Unido              | "The progress of photochemistry exemplified by reactions of the halogens" |
| 1967 | | Edward Crisp Bullard | Reino Unido              | "Reversals of the Earth's magnetic field" |
| 1968 | | Fred Hoyle | Reino Unido              | "Review of recent developments in cosmology" |
| 1969 | | Richard Henry Dalitz |                          | "Particles and interactions: the problems of high-energy physics" |
| 1970 | | Derek Harold Richard Burton |                          | "Some approaches to the synthesis of tetracycline" |
| 1971 | | Basil John Mason |                          | "The physics of the thunderstorm" |
| 1972 | | Dorothy Crowfoot Hodgkin |                          | "Insulin" |
| 1973 | | Frederick Charles Frank |                          | "Crystals imperfect" |
| 1974 | | Desmond George King-Hele |                          | "A view of Earth and air" |
| 1975 | | Michael Francis Atiyah |                          | "Global geometry" |
| 1976 | | George Wallace Kenner |                          | "Towards synthesis of proteins" |
| 1977 | | George Porter | Reino Unido              | "In vitro models for photosynthesis" |
| 1978 | | Robert Lewis Fullarton Boyd |                          | "Cosmic exploration by X-rays" |
| 1979 | | Michael Ellis Fisher |                          | "Multicritical points in magnets and fluids: a review of some novel states of matter" |
| 1980 | | Abdus Salam | Paquistão                | "Gauge unification of fundamental forces" |
| 1981 | | Robert Joseph Paton Williams |                          | "Natural selection of the chemical elements" |
| 1982 | | Martin Rees |                          | "Galaxies and their nuclei" |
| 1983 | | Alfred Edward Ringwood |                          | "The Earths core: its composition, formation and bearing upon the origin of the earth" |
| 1984 | | Alan Rushton Battersby |                          | "Biosynthesis of the pigments of life" |
| 1985 | | Carlo Rubbia |                          | "Unification of the electromagnetic and weak forces" |
| 1986 | | Walter Heinrich Munk |                          | "Acoustic monitoring of ocean gyres" |
| 1987 | | Michael Victor Berry |                          | "The semiclassical chaology of quantum eigenvalues" |
| 1988 | | Walter Eric Spear |                          | "Amorphous semiconductors, a new generation of electronic materials" |
| 1989 | | Jack Lewis |                          | "Cluster compounds, a new aspect of inorganic chemistry" |
| 1990 | | John Meurig Thomas |                          | "New microcrystalline catalysts" |
| 1991 | | John Houghton |                          | "The predictability of weather and climate" |
| 1992 | | Thomas Benjamin |                          | "The mystery of vortex breakdown" |
| 1993 | | Hans Bethe | Alemanha/ Estados Unidos | "Mechanism of supernovae" |
| 1994 | | John Polanyi |                          | "Photochemistry in the adsorbed state, using light as a scalpel and a crystal as an operating table" |
| 1995 | | Anthony Kelly |                          | "Composites, towards intelligent materials design" |
| 1996 | | Alastair Scott |                          | "Genetically engineered synthesis of natural products" |
| 1997 | | Steven Ley |                          | "Sweet dreams: new strategies for oligosaccharide assembly" |
| 1998 | | Richard Salisbury Ellis |                          | "The morphological evolution of the galaxies" |
| 1999 | | Peter Day |                          | "The molecular chemistry of magnets and superconductors" |
| 2000 | | Steve Sparks |                          | "How volcanoes work" |
| 2001 | | David Sherrington |                          | "Magnets, microchips, memories and markets: statistical physics of complex systems" |
| 2002 | | Arnold Wolfendale |                          | "Cosmic rays: what are they and where do they come from?" |
| 2003 | | Christopher Dobson |                          | "Protein folding and misfolding: from theory to therapy" |
| 2004 | | Michael Pepper |                          | "Semiconductor nanostructures and new quantum effects" |
| 2005 | | John Pendry |                          | "Negative refraction, the perfect lens and metamaterials" |
| 2006 | | Athene Donald |                          | "The mesoscopic world - from plastic bags to brain disease - structural similarities in physics" |
| 2007 | | Joseph Silk |                          | "The dark side of the Universe" |
| 2008 | | Robin Clark |                          | "Raman microscopy, pigments and the arts/science interface" |
| 2009 | | James Murray | Escócia                  | "Mathematics in the real world: From brain tumours to saving marriages" |
| 2010 | | Donal Bradley | Reino Unido              | "Plastic electronics: their science and applications" |
| 2011 | | Herbert Huppert |                          | "Carbon storage: caught between a rock and climate change" |
| 2012 | | Peter Edwards |                          | "Metals and the conducting and superconducting states of matter" |
| 2013 | | David Leigh |                          | "Making the tiniest machines" |
| 2014 | | Lynn Gladden for the development of magnetic resonance techniques to study multi-component adsorption, diffusion, flow and reaction processes |                          | "" |
| 2015 | | John Ellis |                          | "" |
| 2016 | | Andrea Ghez |                          | "" |
| 2017 | | Andy Hopper |                          | "" |